# 北島達也
北島 達也（きたじま たつや、1968年5月2日 - ）は、東京都出身の日本のボディビルダー、フィットネストレーナー。
合同会社ミント・コンディション運営統括責任者。Hollywood Style GYM『VODEZA』にてパーソナルトレーナーとして活動している。

## 来歴
高校時代、所属していた卓球部の補強運動としウェイトトレーニングを始めたのがきっかけで、部活を引退後、近所のボディビルジムに通い始める。ジムの会長にコンテスト出場を勧められるが、日本のボディビルはダサいと断っていた。しかし、映画『コマンドー』に出演していたアーノルド・シュワルツェネッガーを見て衝撃を受け、18歳の時、ボディビルを本格的に始める。
美容の専門学校に通いながら、地方の大会で優勝する。
その後日本でボディビルを続けるが、日本のボディビルに疑問を持ち、本場ロサンゼルスのボディビルカルチャーを求め、美容師を辞めて20代前半で単身で渡米。
1997年、カリフォルニアのボディビルコンテストにて 日本人初のチャンピオンになる。

## 受賞
- 1997年 NPCミスターカリフォルニア　ライトクラス優勝
- 1997年 NPCミスターオレンジカウンティー ライトクラス3位
- 2002年 TOCチャンピオンシップ ミドルクラス3位
- 2004年 TOCチャンピオンシップ　ライトヘビークラス6位

## 趣味
- ヒップホップダンス

## 出演

### テレビ
2006年 : はねるのトびら 回転SUSHI 初代 若い衆役

### CM
- 2000年：宇多田ヒカルファーストコンサートボヘミアンサマーイメージキャラクター[要出典]
- 2000年：タカラサワーモルトCM（共演：藤原紀香）
- 2000年：永谷園かに玉CM（共演：爆笑問題）
- 2001年：UFJカードCM（共演：反町隆史）

## 著書
- ハリウッド式 THE WORKOUT - 分単位で自分史上最高の身体をつくる 脳と身体のコネクトメソッド
- 腹が凹む! 神の7秒間メソッド - ハリウッド式ワークアウト
- 出せる! 魅せる! 二の腕ワークアウト